# Dennenkapoentje
Dennenkapoentje (Scymnus suturalis) is een keversoort uit de familie Coccinellidae. Het wordt gevonden in het Palearctisch gebied - Europa, Noord-Afrika, Europees Rusland, de Kaukasus, Siberië, het Russische Verre Oosten, Wit-Rusland, Oekraïne, Moldavië, West-Azië, Mongolië, Noord-Amerika (geïntroduceerd in de Verenigde Staten).

## Kenmerken
Het is een klein lieveheersbeestje. Hij bereikt een lengte van slechts 1,8-2,5 millimeter. Zijn lichaam is langwerpig ovaal en grof behaard. Het heeft een zwarte basiskleur. De dekschilden zijn licht roodbruin van kleur en hebben een min of meer duidelijke basale vlek die zich naar achteren uitstrekt vanaf het schildje langs de dekschildenhechting. Bovendien hebben de dekschilden een duidelijk herkenbare schouderuitstulping.

## Verspreiding
De soort is inheems in het Palearctisch gebied en wijdverspreid. Hun voorkomen strekt zich uit in Noord-Europa tot het Russische eiland Nova Zembla, in het zuiden tot Noord-Afrika. Aan het begin van de 20e eeuw werd Scymnus suturalis voor het eerst geregistreerd in het oosten van Noord-Amerika. In 1961 werd een keverpopulatie van Duitse oorsprong in Michigan geïntroduceerd om de bladluis Adelges tsuga te bestrijden.

## Levenswijze
De volwassen kevers worden meestal waargenomen tussen april en oktober. De kevers zijn te vinden op verschillende naaldhoutsoorten, vooral op dennen (Pinus). Ze geven de voorkeur aan jonge planten en bomen aan de rand van het bos of op open plekken. Het werd ook gevonden onder schorsschilfers, in mos op de stammen en in het strooisel van naaldbomen. De kevers voeden zich met bladluizen van de Adelgidae-familie en met Chionaspis salicis.